# 江能准看護学院
江能准看護学院（、英称:Enou practical nurse school）は、広島県江田島市江田島町秋月に存在した准看護師学校養成所である。

## 沿革

### 開校以後
- 1969年(昭和44年)
  - 3月 - 江能准看護学院が広島県広島県佐伯郡能美町大字中町2279番地に開校[注 1]。
- 1971年(昭和46年)
  - 9月 - 同校が同県安芸郡江田島町字中合3026番地2に移転[1]。
  - 10月 - 同校を各種学校として認可[1]。
- 1977年(昭和52年)
  - 9月 - 同校が同県佐伯郡大柿町大字飛渡瀬4027番地2に移転[1]。
- 1990年(平成2年)
  - 11月 - 同校が現在地に移転[注 2]。
- 1994年(平成6年)
  - 2月 - 同校の所在地表示が広島県安芸郡江田島町秋月二丁目48番2号となる[注 3]。
- 2004年(平成16年)
  - 11月 - 同校の所在地表示が広島県江田島市江田島町秋月二丁目48番2号となる[注 4]。
- 2020年(令和2年)
  - 10月 - 同校の募集停止を決定[2]。
- 2022年(令和4年)
  - 3月 - 同校が閉校式を挙行[3]。